# Helius (Helius) flavitarsis
Helius (Helius) flavitarsis is een tweevleugelige uit de familie steltmuggen (Limoniidae). De soort komt voor in het Afrotropisch gebied.